# Uppsala Musikklasser

Uppsala Musikklasser är en fristående grundskola för sång- och ensemble-intresserade i årskurs 3-9 i Uppsala. Skolan startade 1982 och drivs av en stiftelse, Stiftelsen Uppsala Musikklasser.

## Historia

### Skolform
Uppsala Musikklasser grundades 1982 och 1994 startade den första orkesterklassen i årskurs 7. Från och med höstterminen 2009 började orkesterklasserna i årskurs 6.

### Lokaler
Uppsala Musikklasser startade i Vaksalaskolan av en föräldraförening men flyttade kort efter det till Domarringens Skola och Tunabergsskolan. I slutet av 90-talet gjordes föräldraföreningen om till en stiftelse,  Stiftelsen Uppsala Musikklasser och i mitten av 2001 började man överväga tanken om att flytta Uppsala Musikklaser, eftersom Domarringens Skola skulle byggas om och efter det inte ha plats för någon annan skola i lokalerna än just Domarringens Skola. 
År 2002 var det beslutat att skolan skulle flytta till byggnaden Balder i väntan på att få flytta in permanent i byggnaden Nanna, efter att dess renovering skulle vara klar. Detta passade sig utmärkt för Uppsala Musikklasser som ville ha ett mer centralt tillhåll. Skolan bytte då namn till Balderskolan och blev mer eller mindre känd som Nanna-Balder Skolan eftersom den använde några delar av Nannas lokaler redan innan renoveringen var klar. 
Efter att renoveringen av Nannaskolans lokaler var klar, som kostade 82 miljoner kronor, vägrade skolan flytta in till lokalerna eftersom skolan ansåg att de var för trånga och små och samtliga lärare inte fick några arbetsrum. Skolan ville därför stanna kvar i Balder där de hade varit i sju år, men fick sedan flytta till Gamla lärarseminariet eftersom lokalerna i Balder skulle vara till för vuxenutbildning på sommarlovet. Skolan byter då tillbaka sitt namn till Uppsala Musikklasser och blir också i stället en friskola.

## Aktiviteter och traditioner

### Vårkonsert
Uppsala Musikklasser har varje år som tradition en konsert i aulan i Universitetshuset för att välkomna våren. Efter ombyggnad har konserten ägt rum i Uppsala konserthus Den första vårkonserten hölls redan andra skolåret med hjälp av Adolf Fredriks Musikklasser, och året därpå hölls vårkonserten självständigt och har fortsatt så i alla år.
År 2011 deltog Veronica Maggio i vårkonserten, som en före detta elev i Uppsala Musikklasser. Även ensembleklasserna har en årlig vårkonsert i Missionskyrkan eller på Uppsala konserthus

### Luciakonsert
Varje Lucia har Uppsala Musikklasser två konserter i Domkyrkan i Uppsala tillsammans med Katedralskolan.

### Julkonsert
Varje år, i december något efter Luciakonserten hålls en Julkonsert i Uppsala korskyrka av ensembleklasserna i Musikklasserna.